# L'appartamento spagnolo
L'appartamento spagnolo (L'auberge espagnole) è un film del 2002 scritto e diretto da Cédric Klapisch, in coproduzione franco-spagnola. Il film racconta di alcuni studenti Erasmus e ha avuto due seguiti: Bambole russe (2005) e Rompicapo a New York (2013). Il film presenta una colonna sonora che comprende diversi generi (vi è anche il Te Deum di Charpentier, che segnala le trasmissioni in Eurovisione).

## Trama
Xavier sogna di diventare scrittore, ma grazie alle conoscenze del padre potrà ottenere un posto al Ministero delle Finanze, a condizione di vivere un anno in Spagna per acquisire una particolare specializzazione. 
Xavier decide quindi di fare un anno di studi a Barcellona, partendo con il programma Erasmus. Lontano dalla fidanzata Martine, si trova a dividere l'appartamento con altri studenti europei (una belga, un tedesco, una inglese, un danese, un italiano e una spagnola), con i quali affronta problemi linguistici e sentimentali.

## Titolo
Il titolo originale, L'auberge espagnole, è un'espressione in lingua francese che indica un posto dove si può mangiare ciò che ci si è portato e – per estensione – che bisogna imparare a essere indipendenti.

## Doppiaggio
La quasi maggioranza dei dialoghi del film si svolge nella lingua di Xavier (dovutovi soprattutto al fatto che la pellicola segue unicamente il punto di vista del personaggio, facendone spesso mettere in scena i suoi pensieri o adoperandolo come voce narrante per svariate scene), che nella versione originale è il francese, ma spesso i personaggi si parlano anche in spagnolo, catalano, inglese, danese, tedesco e, sempre nella versione originale, in italiano.
L'edizione italiana, tradotta e adattata da Gianni Galassi, che ne ha diretto anche il doppiaggio, ha fatto doppiare in italiano anche la maggior parte dei dialoghi stranieri, facendo così venir meno la particolarità del film. Permane qualche dialogo in inglese, in spagnolo e in catalano, ma il più delle volte vengono interpretati dagli stessi doppiatori italiani, rimuovendo quindi le voci originali.

## Riconoscimenti
L'attrice Cécile de France ha vinto un Premio César come migliore promessa femminile. Oltre a questo, il film ha ottenuto quattro nomination al Premio César come:
- miglior film;
- miglior regista a Cédric Klapisch;
- miglior montaggio a Francine Sandberg;
- migliore attrice non protagonista a Judith Godrèche;
- migliore sceneggiatura originale o miglior adattamento a Cédric Klapisch.
- due Premi Lumière 2003: migliore sceneggiatura e migliore promessa femminile (Cécile de France).